# Lan đột biến
Lan đột biến (hay còn gọi là lan var với var viết tắt từ tiếng Anh là variation, tức có nghĩa đột biến) là một khái niệm phổ biến ở Việt Nam, ám chỉ về các giống lan được đột biến, thường thông qua quá trình nhân tạo. Giá trị thị trường của lan đột biến là bất thường, gây nên nhiều hệ lụy trong xã hội như đôn giá thật của lan, lừa đảo lan giả, gạ gẫm người bán/mua. . Đối với lan kiếm đột biến và phi điệp đột biến đã được Hoa Lan Phương Mai kết hợp với các nhà tạo giống lan tại Việt Nam sản xuất đại trà, điển hình như cây Trí Việt hoa vàng lưỡi hồng, các cây phi điệp năm cánh trắng mũi trắng, mũi hồng, trắng tuyền, phi điệp hồng  . Lan đột biến là những cây lan đẹp, rất hiếm gặp trong tự nhiên nhưng hoàn toàn có thể làm đại trà bằng phương pháp lai tạo hoặc cấy mô 